# MS Galaxy
MS Galaxy er en cruisefærge bygget i 2006 af Aker Finnyards i Rauma i Finland og var på det tidspunkt det største skib i Tallinks flåde ved leveringstidspunktet. I mellem 2006 og 2008 have hun desuden æren af at være det største skib nogensinde under estisk flag en titel som nu indehaves af hendes søsterskib MS Baltic Princess.
I 2008 opererede MS Galaxy på Stockholm-Turku ruten under Tallink's Silja Line mærke, modsat MS Silja Europa. Ruten forbinder Stockholm i Sverige med Turku i Finland via Ålandsøerne og skibet er derfor på søen det mest af tiden faktisk cirka toogtyve timer om dagen. 

## Historie
Indførelsen af Tallink's første nybyggede cruisefærge var MS Romantika, i 2002 på krydstogt ruten imellem Tallinn og Helsinki som hurtigt blev en succe. Et år efter hendes start på denne rute for Tallink meldte Tallinks værste konkurrent Viking Line at de ville trække deres flagskib MS Cinderella ud fra samme rute og erstatte hende med det mere gods orienteret skib MS Rosella.
Dette førte til at Tallink bestilte en større færge til at erstatte den Romantika d. 28. august 2004. MS Romatika sluttede sig til sit nye søsterskib MS Victoria I på Tallinn-Stockholm ruten.

### Design & konstruktion
Bygning af det nye skib MS Galaxy blev indledt i 2005, og hendes køl blev lagt den 21. april på værftet Aker Finnyards i Rauma i Finland. Værftet have tidligere bygget MS Romantika og MS Victoria I. Den 12. januar 2005 blev det nye skib døbt som MS Galaxy.
Designet af MS Galaxy er en omhyggelig udvidet kopi af MS Romantika hvilket b. la betyder at MS Galaxy er længere og har flere kahytter og offentlige områder end MS Romantika. Det yderste skrog på MS Galaxy er malet hvidt med en blå overbygning samt en udsmykning på siderne i form af forskellige dyr. Ideen bag dette design var den estiske kunstner Navitrolla.

### Helsinki-Tallinn service
Efter skibet have gennemført de normale maritime tests indgik MS Galaxy den 2. maj 2006 på ruten imellem Tallinn og Helsinki. Skibet udført en dagligt sejlads imellem de to hovedstæder, men tilbragte det meste af sin tid med at være fortøjet i havn og var derfor på haven mindre end syv timer om dagen. I april 2007, mindre end et år efter hun blev sat til søs for Tallink meddelte man fra Tallinks side at Galaxy skulle overføres til Stockholm-Mariehamn/Långnäs-Turku rute i løbet af 2008. Hun blev erstattet på Tallinn og Helsinki ruten af søsterskibet MS Baltic Princess.

### Stockholm-Turku service
Efter MS Baltic Princess erstattede MS Galaxy på Tallinn-Helsinki ruten blev MS Galaxy sat på Stockholm-Turku ruten hvor hun erstattede MS Silja Festival den 23. juli 2008. MS Galaxy fik også ved denne ændring ændret sin registrering til Sverige. Skibet forblev uændret trods en tidligere erklæring fra Tallink om at hun ville blive ommalet i Silja Lines farver. Inden skibet blev sat i drift blev MS Galaxy forankret i Naantali i tre dage.

### Dæk
- 1.  Maskinrum
- 2. Sauna, svømme pool
- 3. Bildæk
- 4. Bildæk samt en platform der kan sænkes hydraulisk for at opdele bildækket i to for at give mere plads til to lag af personbiler.
- 5. Konferencerum, kahytter.
- 6. Danse bar, cafeteria, informationsskranke, butikker, lounge (laveste niveau)
- 7. Buffet, restauranter, cigar klub, bar, arkade, lounge (øverste niveau)
- 8. Suites, kahytter
- 9. Suites, kahytter
- 10. Kontrolrum, diskotek, besætningens opholdsrum, soldæk

## Eksterne links
- Tallink Silja officielle hjemmeside for M / SGalaxy
- "M / SGalaxypå Fakta OM Fartyg". Arkiveret fra originalen 31. juli 2012. Hentet 14. maj 2010.